# Ein schwerer Junge
Eon schwerer Junge ist ein US-amerikanischer Kriminalfilm aus dem Jahr 1934 von Ray Enright mit James Cagney und Patricia Ellis in den Hauptrollen. Der Film wurde von Warner Bros. produziert und basiert auf Kurzgeschichte A Perfect Weekend von Frederick Hazlitt Brennan.

## Handlung
Ann Reid verschuldet einen Verkehrsunfall mit den beiden Lkw-Fahrern Eddie Kennedy und Buck Willets. Als der Passant Mr. Brown, im Streit zwischen Ann und Eddie schlichten will, wird er von Eddie niedergeschlagen, der dafür im Gefängnis landet. Der Sheriff hat Verständnis für Eddie, weil Brown, der Bezirksleiter eines Milchunternehmens, die Bauern um ihre Erlöse betrügt. Als Eddie davon erfährt, behauptet er bei seiner Gerichtsverhandlung, er habe Brown geschlagen, weil er Bauern betrogen habe. Richter Jones weist den Fall ab.
Eddie, Buck und zwei von Bucks Freundinnen gehen zu einem nahegelegenen Café, das, wie sich herausstellt, von Ann betrieben wird. Um sich an Eddie für seine frechen Bemerkungen zu rächen, ruiniert sie absichtlich das Essen auf seinem Teller. Als Vergeltung rammt Eddie beim Wegfahren mit seinem Lastwagen eine Kiste Eier, die für ihr Café bestimmt waren. Als er und Buck in die Firma zurückkehren, ist Ann bereits da und beschwert sich über ihr Verhalten. Eddie und Buck müssen ihr die beschädigten Eier ersetzen. Eddies Bemerkungen vor Gericht lösen Unruhe aus. Harris, der neue Geschäftsführer des Unternehmens, schickt Eddie und Buck auf eine Tour, um Milch aus anderen Bundesstaaten zu holen.
Die beiden Trucker werden von Bauern aufgehalten, die ihre Milch weggießen. Eddie gerät mit den Bauern in Streit und kehrt vor demselben Richter vor Gericht zurück. Verärgert über Eddies Heuchelei verurteilt der Richter ihn und Buck zu einer Gefängnisstrafe. Eddie flieht aus dem Gefängnis mit der Absicht, sich an Ann zu rächen. Als sie nach Hause fährt, springt er in ihr Auto, sodass sie direkt zu einer Party und nicht zu ihrem Haus fährt. Eddie arrangiert sich mit der Situation, die beiden kommen sich bei der Party näher und verlieben sich. Unterdessen heuert das Milchunternehmen bewaffnete Gangster an, die auf den Lastwagen mitfahren. Als sie von den Bauern angehalten werden, wird Benson, einer der Bauern, getötet.
Nachdem sie Eddie ins Gefängnis zurückgebracht hat, wird Ann Zeugin der Schießerei und daraufhin von den Gangstern entführt. Zur gleichen Zeit wird Eddie des Mordes an Benson beschuldigt. Ihm gelingt abermals die Flucht. Er erfährt von den bewaffneten Männern und untersucht die Firmenunterlagen, um herauszufinden, wer in der Nacht, in der Benson erschossen wurde, den Lastwagen fuhr. Durch eine List erfährt er, wo Ann festgehalten wird und versucht erfolglos sie zu retten. Buck, der sich Sorgen um Eddie macht, macht sich auf die Suche nach ihm und überrascht die Gangster. Eddie nutzt ihre Verwirrung, um die bewaffneten Männer auszuschalten. Sie werden von anderen Truckern bei ihrer Flucht unterstützt und der Mörder wird gefasst, was Ann und Eddie den Weg frei macht, zu heiraten.

## Hintergrund
Gedreht wurde der Film ab dem 16. Juli 1934 in den Warner-Studios in Burbank.
Für die weibliche Hauptrolle waren auch Ann Dvorak und Margaret Lindsay in Betracht gezogen worden.
Jack Okey oblag die künstlerische Leitung. Orry-Kelly war für das Kostümbild zuständig. Musikalischer Direktor war Leo F. Forbstein.

## Synchronisation
Die deutsche Synchronfassung entstand 1989 im Auftrag der Studio Hamburg Synchron.
| Rolle         | Schauspieler      | Deutscher Synchronsprecher |
| ------------- | ----------------- | -------------------------- |
| Eddie Kennedy | James Cagney      | Wolfgang Draeger           |
| Ann Reid      | Patricia Ellis    | Monika Barth               |
| Buck Willets  | Allen Jenkins     | Andreas von der Meden      |
| Messeldopp    | Spencer Charters  | Harald Halgardt            |
| Louie Munn    | Harry Lewis Woods | Claus Wilcke               |

## Veröffentlichung
Die Premiere des Films fand am 1. November 1934 statt. In der Bundesrepublik Deutschland wurde er am 25. Juli 1990 im deutschen Fernsehen ausgestrahlt.

## Kritiken
Der Filmkritiken-Aggregator Rotten Tomatoes hat in einer Auswertung ein Publikumsergebnis von 20 Prozent positiver Bewertungen ermittelt.
Für Andre Sennwald von der The New York Times war der Film eine Enttäuschung. Er hob aber auch das Tempo, die kraftvolle Inszenierung und seine Direktheit hervor.
Die USCCB, die Katholische Bischofskonferenz der USA, beschrieb den Film als flottes Action-Melodram mit einem Cagney in Topform als übermütig und herumblödelnden Charmeur. Durch die stilisierte Brutalität erhielt er die Wertung A-II (für Erwachsene und Heranwachsende).
Der Kritiker des TV Guide sah ein weiteres Porträt des harten Kerls Cagney, das selten scheitere zu unterhalten. Der Film sei voller Energie, angeführt von Cagneys kraftvoller Leistung.
Das Lexikon des internationalen Films schrieb: „Kriminaldrama, das seinen zeitlichen Hintergrund nur am Rande einfließen läßt, als energievolles, actionbetontes "Tough-Guy"-Porträt durch James Cagney aber überzeugen kann.“
Die Filmzeitschrift Cinema befand: „Klasse: harte Fäuste, weiches Herz.“